# Доње Орехово
Доње Орехово (мкд. Долно Орехово) је насеље у Северној Македонији, у јужном делу државе. Доње Орехово припада општини Новаци.

## Географија
Насеље Доње Орехово је смештено у јужном делу Северне Македоније. Од најближег већег града, Битоља, насеље је удаљено 24 km источно.
Доње Орехово се налазе у крајње источном делу Пелагоније, највеће висоравни Северне Македоније. Насељски атар обухвата западне падине Селечке планине, са поглед на пелагонско поље на западу. Надморска висина насеља је приближно 730 метара.
Клима у насељу је планинска због знатне надморске висине.

## Становништво
Доње Орехово је према последњем попису из 2002. године имало 45 становника. 
Претежно становништво по последњем попису су етнички Македонци (86%), а у мањини су Албанци.
Већинска вероисповест је православље.